# حمزة أبو الهيجا
حمزة أبو الهيجا وهو من قادة الحركة الإسلامية في محافظة جنين، كما أنه أحد قادة معركة الدفاع عن مخيم جنين، وله باع طويلة في العمل الجهادي وتوجيه العمليات الفدائية لكتائب الشهيد عز الدين القسام.

## حياته
ولد «أبو الهيجا» عام 1992م في مخيم جنين لعائلة أصولها من عين حوض، بين أحضان عائلة مجاهدة، ملتزمة بتعاليم الدين الإسلامي الحنيف.
تميّز بالهدوء، فكسب قلوب جميع من حوله من الأهل والأحباب والأصدقاء، بارًّا بوالديه حنونًا عليهما، محبًّا لجميع أهله، عطوفًا يساعد الفقراء بما استطاع ويشارك في الأفراح والأحزان.
تلقى تعليمه في مدارس وكالة الغوث وتشغيل اللاجئين الفلسطينيين "أونروا" بجنين، وخلال دراسته، كان مثالًا في الانضباط، فنال احترام زملائه ومعلميه.
حمزة هو النجل الأصغر للأسير الشيخ جمال أبو الهيجا الذي نشط في مقاومة الاحتلال منذ الانتفاضة الأولى، ومن مبعدي مرج الزهور، ومن قادة الحركة الإسلامية في جنين، الذي قاد معركة الدفاع عن مخيمها عام 2002، اعتقل ست مرات، ويقضي الآن حكمًا بالسجن المؤبد 9 مرات.

## المطاردة والملاحقة
بدأت معاناته منذ ملاحقته من أجهزة أمن السلطة التي اتهمته برفع رايات «حماس» تضامنًا مع والده الأسير الذي أضرب عن الطعام مدةَ مرض الأسير ميسرة أبو حمدية في فبراير 2013، وكذلك مشاركته في فعاليات غاضبة عقب استشهاد أبو حمدية.
تحوّل حمزة من متضامن مع الأسرى إلى مطارد للسلطة التي فشلت في اعتقاله، الأمر جعل منه مطلوبًا لأجهزة الأمن الإسرائيلية الذي فشل هو الآخر باعتقاله واغتياله مرات عدة.

## استشهاده
في إحدى ليالي المطاردة كان حمزة يحمل فوق ظهره حقيبة بداخلها 300 رصاصة ومخزنان، إذ سمع مكبرات الصوت خارج المنزل الذي تحصن به في مخيم جنين نداء يقول: «حمزة سلّم نفسك».
جهز نفسه للاشتباك، وبدأت لحظة الصفر أفرغ خلالها المخزن الأول وواصل اشتباكه، وفي تلك اللحظة أطلق الاحتلال الإسرائيلي على الشقة قذيفة صاروخية تحطم بسببها جدار داخلي لينكشف له سيدة وطفلها، أدرك أنها محاصرة مثله، فاتخذ قرارًا إنسانيًّا، ولف الطفل بمعطفه وطلب من السيدة النزول أمامه لأسفل.
أمّن أبو الهيجا وصولهم لمكان أسفل المنزل ثم عاد ليواصل اشتباكه وظل يقاوم حتى أطلق الاحتلال قذائف صاروخية أخرى أدت لاستشهاده مع اثنين آخرين هما المقاومان يزن جبارين ومحمود أبو زينة، وإصابة أكثر من 15 آخرين من الجيران.
فاستشهد حمزة أبو الهيجا فجر يوم السبت بتاريخ 22/3/2014.
1. 1 2 3  "حمزة أبو الهيجا.. القسامي الذي أرهق الاحتلال بمطاردته". www.palinfo.com. مؤرشف من الأصل في 2022-02-28. اطلع عليه بتاريخ 2022-02-28.
2. ↑  القسام، كتائب الشهيد عز الدين. "حمزة جمال أبو الهيجا". كتائب الشهيد عز الدين القسام. مؤرشف من الأصل في 2020-03-10. اطلع عليه بتاريخ 2022-02-28.
3. ↑  "ثلاثة شهداء بنيران الاحتلال بمخيم جنين". www.aljazeera.net. مؤرشف من الأصل في 2022-02-28. اطلع عليه بتاريخ 2022-02-28.
4. ↑  "ثلاثة شهداء بنيران الاحتلال بمخيم جنين". www.aljazeera.net. مؤرشف من الأصل في 2022-02-28. اطلع عليه بتاريخ 2022-06-11.